# Nolana coelestis
Nolana coelestis är en potatisväxtart som först beskrevs av John Lindley, och fick sitt nu gällande namn av John Miers och Michel Félix Dunal. Nolana coelestis ingår i släktet cymbalblommor, och familjen potatisväxter. Inga underarter finns listade i Catalogue of Life.

## Bildgalleri

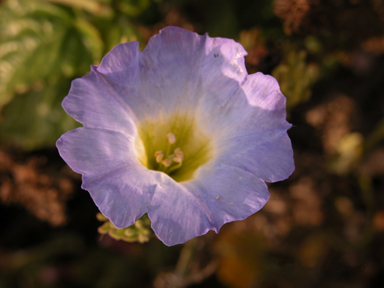
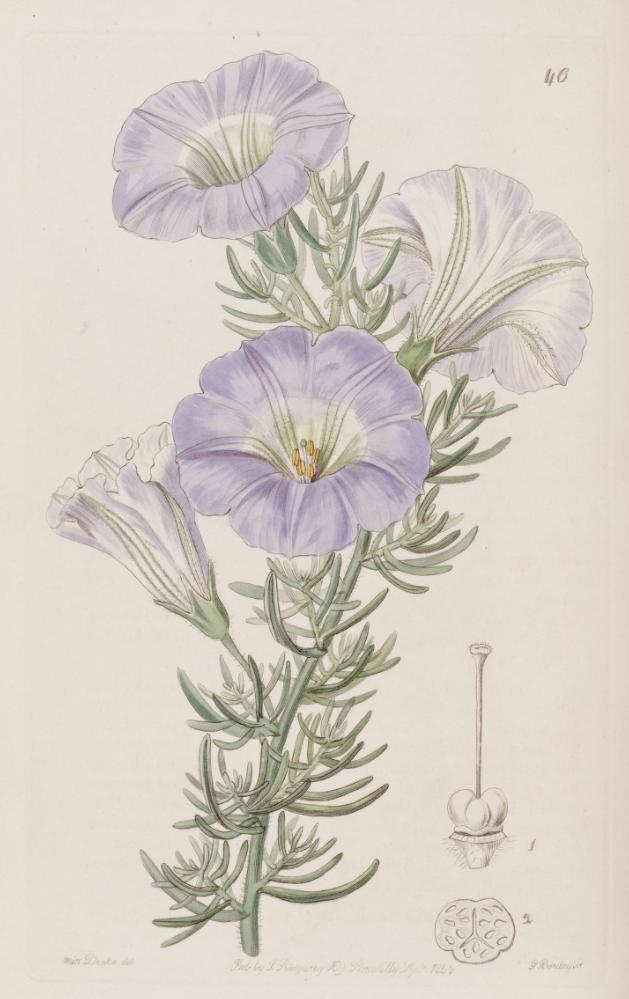
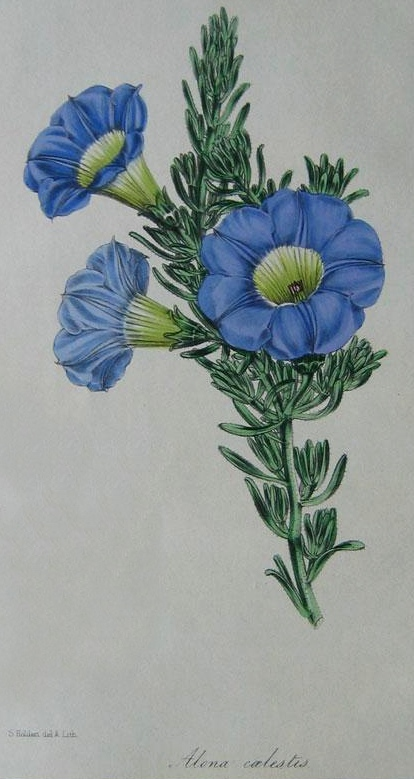